# 港漂
港漂（英語：Hong Kong drifters/migrants），是一個沒有嚴謹香港法律定義的俗稱，泛指從中國內地到香港留學、就業、居留或以受養人簽證依親但未合資格獲得香港居留權的群體，通常是修讀香港大專院校的留學生或專業人才。

## 詞源與釋義
「港漂」為「香港」與「漂泊」所組成的混成詞，當中「漂泊」意指「生活居無定所」，源自2000年間互聯網用語，衍生自「北漂」、「滬漂」、「廣漂」、「深漂」這四個分別指內地居民離開故鄉前往北京、上海、廣州、深圳（合稱「北上广深」）等一線城市生活工作而未獲得當地戶籍的群體。
「港漂」多數以《優秀人才入境計劃》、《輸入內地人才計劃》、《資本投資者入境計劃》、《非本地畢業生留港/回港就業安排》、《科技人才入境計劃》、《高端人才通行證計劃》、《職專畢業生留港計劃》、《輸入中國籍香港永久性居民第二代計劃》或學生簽證及以上入境計劃的受養人身分暫居香港，並未在香港通常居住連續七年而未可通過「核實香港永久性居民身份證」程序獲得香港居留權。持因公往來香港澳門特別行政區通行證和赴港工作簽註的公派香港中国国有企业和事业单位工作的员工也可能被视为港漂，但他们以公派身份在港工作期间不视为通常居住，无法凭此取得香港居留权。
香港大學社會工作及社會行政學系榮休教授周永新認為「港漂」擁有高學歷或專業技術，與透過婚姻和依親移民來港落地生根的香港新移民不同，是社會學的「流動人口」。

## 歷史
1998年，香港賽馬會以一億港元資助首批數十名內地高考生赴港升讀高等教育學位課程。
1999年，香港特區政府放寬了非本地學生來港就讀的入境政策，讓內地學生來港就讀全日制本科學士學位課程。
2001年，香港特區政府頒布了「在本地院校取得學士學位或以上程度的內地學生來港就業安排」。
2003年，香港特區政府推行包括《輸入內地人才計劃》及《優秀人才入境計劃》在內的多項人才引進政策，同時不斷擴大學教育資助委員會八間大學非本地生的招收比例。香港特區政府還在當年推行了《資本投資者入境計劃》這一投資移民計劃，允許中國籍而已取得外國永久性居民身分的人士申請。
2008年，香港特區政府進一步推出《非本地畢業生留港/回港就業安排》（Immigration Arrangements for Non-local Graduates (IANG)），為內地來港畢業生提供無門檻留港 12個月的優惠條件，而應屆非本地畢業生更毋須在提出申請時已覓得工作，種種逗留條件限制放寬，吸引不少內地學生畢業後留港發展。
2015年，香港時任香港行政長官梁振英透過《2015年度香港行政長官施政報告》宣佈《資本投資者入境計劃》於當年1月15日停止接受申請。截止2022年底，通過該入境計劃已獲「正式批准」來港居留的申請數字中，中國籍而已取得外國永久性居民身分的人士佔全部申請人數字的91.49%。
2021年中共中央總書記習近平強調「愛國者治港」後，港漂在香港政治上開始扮演重要角色，包括創新科技及工業局局長孫東和第七屆香港立法會議員張欣宇、洪雯、尚海龍、谭岳衡等。
2022年，香港特區行政長官李家超於《2022年度香港行政長官施政報告》宣布優化《科技人才入境計劃》及推行《高端人才通行證計劃》。
2023年，《2023年度香港行政長官施政報告》宣布推出的《職專畢業生留港計劃》，放寬非本地學生入讀職業訓練局指定專業領域高級文憑課程畢業後的留港工作限制。
2024年，香港警務處的一項防止罪案「護港漂」計劃公佈及一則有關前「港漂」後成為永久性居民的剛入職女警報導，這是香港特區政府首次在其下部門的官方網站中提及「港漂」俗稱，文章當中亦以「在港內地生和專才」作稱謂。

## 文化衝突和矛盾
有「港漂」選擇香港住滿七年，成為香港永久居民身份，落地生根；而有「港漂」無法融入本土的生活，在生活習慣、文化、言語、居住環境、充滿矛盾與挑戰。

### 社區鄰里
大圍名城、沙田沙田中心、紅磡黃埔花園、深水埗都是港漂聚居的地方。港漂聚居的屋苑有一定人口是以普通話作為母語，由於習慣內地生活文化及內地小區的生活模式，他們與本地人鄰里社區之間存在不少文化衝突。

### 教育資源
「港漂」被質疑「分薄」香港教育資源，搶工作，令香港本地大學「內地化」，部分本地人關注要求減收內地生，保障本地人升學和就業。

### 政治背景
在中国内地完成小學教育的學生幾乎都加入了中国少年先锋队，而完成中学教育的学生大多已经加入中国共产主义青年团。2011年，嶺南大學學生會該屆唯一候選內閣「燎聲」，主席廖維懿公開承認是中國共產黨黨員後，其他內閣成員呼籲學生投反對票及白票，最終令他們落選。同年香港城市大學學生會3個候選內閣中，均有成員被指是中國共青團團員，其中1號內閣「百匯城川」，多達4名內地生被指是團員，因此在校內掀起了「赤化」風波。2013年2月6日，香港大學學生會多名成員被揭發與親北京紅色學生組織「香港各區專上學生同盟」（TSA）關係密切。2023年，香港首個由港漂組成的黨群服務中心於大角咀港灣豪庭掛牌成立。

## 統計數據及研究報告

### 申請人數
2015年，《北京青年报》以引述香港大學中國事務總監黃依倩指，近3年該校的申請數量在1萬至1.2萬之間。報道指，港大2013年接獲申請12,540份，到2014年則降至僅逾萬人申請；香港浸會大學的申請在2012年為5,000多份，2013年為4,800多份，2014年降至約3,800份，持續減少。

### 留港就業
自2003年起，獲批入境的「港漂」數目累計超過16萬內地人士到香港讀書或工作，而根據香港政府統計處發表的《2011年香港人口普查》報告，估計約一半獲批「港漂」完成學業後選擇留港發展。
自2010年起香港有多個大型社會運動發生，如2014年雨傘革命和2019年反例修運動等，加上政治和經濟不明朗因素，潛在的中港兩地文化差異和中港矛盾等問題，以及內地急速發展，根據數據，自2015年，選擇留港就業的「港漂」已大幅減少。
根據民間政策研究機構《香港集思會》於2013年11月發表的研究報告《「港漂」看香港—內地來港留學及工作人士的心態及處境研究》指出，隨著內地經濟起飛、香港的薪酬待遇對「港漂」已不如從前吸引，香港相對自由、民主、公平的社會，有新聞、言論、集會等自由，多元文化氣息及生活環境，才是留學及工作人士留下的主要原因。
2016年有8,611名大陸居民成功申請留港就業，數字已從2014年約萬人的高位回落。有調查指逾七成「港漂」不打算在港長期發展，認為大陸發展和晉升機會較佳。
至2017年，透過《輸入內地人才計劃》居港滿7年而獲得香港居留權的人共4927人，而2003至2011年一共批出49021張此類簽證，僅有一成人「港漂」成為香港永久居民，人才流失率近9成。
留港工作的「港漂」多選擇從事金融服務業例如保險業，亦有選擇創業。對於因私持香港簽證留港工作的內地人士，如果在香港通常連續居住滿7年，則有資格申請成為香港永久居民。

### 回籠漂
「回籠漂」為中國內地網絡用語，意指一個人離開某城市後，尤其是「北上广深港」一線城市，過一段時間又返回該城市工作和生活，這情況都適合應用於「港漂」。

## 相關影視文學作品
2012年，《兩地書：港漂十味》，呂大樂著，記錄下十個在香港生活的內地人的聲音。
2014年，香港知專設計學院電影及電視高級文憑畢業生黃天城，拍攝微電影《港漂》取得藝術發展局主辦的「鮮浪潮2014－國際短片展」本地短片創作比賽學生組「最佳劇本獎」。影片其後於「法國康城電影節」短片角 (Short Film Corner, Festival de Cannes) 放映。
2015年，內地與香港合拍3D電影《華麗上班族》中，湯唯飾演一名「港漂」。
2016年，中國內地電影《港漂》由廈門市元角度影視傳媒有限公司投資拍攝，編劇為李永超、陈阳。